# Prosper Marchand
Prosper Marchand (Saint-Germain-en-Laye, 11 marzo 1678 – L'Aia, 14 giugno 1756) è stato un editore francese.
Figlio di un musicista del re, nacque a Saint-Germain-en-Laye e divenne libraio nell'agosto del 1698.

## Biografia
Egli compì i suoi studi a Parigi con molto successo e fu in seguito affiancato a un libraio per impararne il mestiere. Appassionato fin dall'infanzia di libri, egli acquisì in breve tempo tutte le conoscenze necessarie e nel 1698 fu ammesso nella corporazione dei librai. Aprì quindi in rue Saint-Jacques a Parigi, sotto l'insegna Phénix, un magazzino che divenne presto il luogo di riunione dei bibliofili della capitale francese.
Avido di aneddoti letterari, egli li trasmetteva al pastore calvinista Jacques Bernard, che redigeva allora in Olanda il Nouvelles de la république des lettres, e formava nel contempo delle raccolte che gli furono molto utili.
Marchand si trasferì in Olanda nel 1711 per poter professare più liberamente il protestantesimo cui si era convertito. Stabilitosi ad Amsterdam, continuò per qualche tempo il commercio di libri, ma, disgustato della scarsa buona fede dei suoi colleghi, vi rinunciò del tutto.
Dal 1713 al 1723 fu correttore di bozze presso Fritsch et Böhm a Rotterdam, redattore del Journal littéraire dal 1713 al 1737, redattore di cataloghi librari, editore critico, autore del Dictionnaire historique ou Mémoires critiques et littéraires, edito da J. N. S. Allamand, L'Aia, 1758-1759. Verso la fine della sua vita si legò al libraio dell'Aia Daniel Monnier.
Le edizioni di diverse opere divenute rare, che egli pubblicò, lo fecero conoscere ed egli si vide richiesto da tutti gli eruditi d'Europa che condividevano i suoi gusti. Di abitudini frugali, che fortificarono la sua già robusta costituzione, egli non usciva mai dal suo studio, ma vi riceveva volentieri tutti coloro che ricorrevano ai suoi lumi. Giunse così a un'età piuttosto avanzata per quei tempi e morì il 14 giugno 1756. Lasciò per testamento i frutti delle sue economie alla società dei poveri de L'Aia e la sua ricca biblioteca all'Università di Leida.

## Pubblicazioni
Marchand ebbe parte nell'ingegnosa satira del Chef d'œuvre d'un inconnu e fu uno dei principali redattori del Journal littéraire de L'Aia, una delle migliore opere periodiche stampate in Olanda. Di lui si hanno inoltre: 
- I Catalogues des bibliothèques d'Em. Bigot, 1706; di Jean Giraud, e di Joachim Faultrier, 1709, in-8°. Quest'ultimo catalogo è raro e ricercato poiché Marchand lo ha fatto precedere dal suo Nouveau système bibliographique (Epitome systematis bibliographici). Tutti i libri sono divisi in tre classi principali: filosofia, teologia e storia. Il sistema di Marchand non è prevalso,[2] ma gli si devono importanti miglioramenti nella tecnica di catalogazione quali la disposizione dei libri per argomento a prescindere dal loro formato, l'indicazione esatta dei titoli nelle diverse lingue, quella degli autori anonimi, degli editori, dei tipografi, ecc.
- L'Histoire critique de l'Anti-Cotton, satira composta da César de Plaix, avvocato. Essa è stata stampata a seguito de l'Histoire admirable de don Inigo de Guipuscoa
- Histoire de la Bible de Sixte-Quint, con note per conoscere l'autentica edizione del 1590, inserite nelle Amœnîtates litterariœ di SchelKorn, t. 4 ;
- Histoire de l'origine et des premiers progrès de l'imprimerie, L'Aia, in-4°. * Dictionnaire historique, ou Mémoires critiques et littéraires concernant la vie et les ouvrages de divers personnages distingués, particulièrement dans la république des lettres, L'Aia, 1758-1759, 2 tomes en 1 vol. in-folio[3]. Quest'opera fa seguito ai Dictionnaires di Pierre Bayle e di Chaufepié. L'autore la lasciò in manoscritto, ma egli incaricò l'amico ed esecutore testamentario, Jean Nicolas Samuel Allamand, di rivederlo e pubblicarlo. Allamand, per rispettare la sua fiducia, passò quattro anni a mettere in ordine le note di Marchand, scritte in gran parte su pezzi di carta in ordine sparso. Si può vedere, nella prefazione dell'editore, tutte le pene sofferte per raggruppare queste notr e per supplire alle omissioni di Marchand. Quest'opera contiene molti fatti interessanti e aneddoti curiosi, ma vi e anche molto di minuzioso; lo stile è debole e poco corretto, vi sono gravi errori e numerose falle di stampa e infine si può rimproverare all'autore l'eccesso con il quale egli critica gli abusi della religione romana.

Egli pubblicò anche un gran numero di opere utili che ha arricchito di prefazioni, lettere, note e osservazioni istruttive. Gli si deve un'edizione, con osservazioni, delle Lettres choisies, di Pierre Bayle, Rotterdam, 1714, 3 vol. in-12, che non ha nulla da invidiare a quella di Desmaiseaux ed egli ci ha dato l'edizione più bella e più apprezzata del Dictionnaire di questo famoso critico.
Gli si debbono ancora le edizioni delle seguenti opere: il Cymbalum mundi, di Bonaventure Des Périers, Amsterdam, 1711, in-12; essa è preceduta da una Lettre critique che contiene la storia, l’analisi e l’apologia di quest'opera; le Voyages di Jean Chardin, Amsterdam, 1735, 4 vol. in-4 ; - l'Histoire des révolutions de Hongrie, dell'abate Domokos Antal Ignácz Brenner, L'Aia, 1739, 2 vol. in-4°, ou 6 vol. in-12 ; le Œuvres di Brantôme (con Leduchat), ibid., 1740, 15 vol. in-12 ; - le Œuvres di François Villon, ibid., 1742, in-8 ; - le Lettres del conte di Estrades, Londra (L'Aia), 1743, 9 vol. in-12 ; - le Mémoires del conte di Guiche, ibid., 1744, in-12 ; - Direction pour la conscience d'un roi, di Fénelon, ibid., 1747, in-8° et in-12 ; -la Nouvelle histoire de Fénelon, ibid., 1747, in-12. (Vedi la voce Salignac nel Dictionnaire di Marchand.)